# Zalán Sárkány
Zalán Sárkány (Budapest, 15 ottobre 2003) è un nuotatore ungherese, vincitore di un oro mondiale in vasca corta e di due bronzi europei in vasca lunga.

## Palmarès
- Mondiali in vasca corta

Budapest 2024: oro negli 800m sl.
- Europei

Belgrado 2024: bronzo negli 800m sl e nei 1500m sl.